# Melting Sun
Melting Sun è il quarto album in studio del gruppo musicale Lantlôs, pubblicato nel 2014 dalla Prophecy Productions.

## Tracce
1. Melting Sun I: Azure Chimes – 7:11
2. Melting Sun II: Cherry Quartz – 9:40
3. Melting Sun III: Aquamarine Towers – 8:06
4. Melting Sun IV: Jade Fields – 6:29
5. Melting Sun V: Oneironaut – 2:52
6. Melting Sun VI: Golden Mind – 6:28

## Formazione
- Markus Siegenhort - voce, chitarra, basso
- Cedric Holler - voce, chitarra
- Felix Wylezik - batteria